# خاندان کیوهارا
خاندان کیوهارا (به ژاپنی: 清原氏 Kiyohara-shi) یک خاندان قدرتمند در ناحیه توهوکو در شمال ژاپن در طول دوره دوره هی‌آن و از تبار شاهزاده تونری، پسر امپراتور تمو (۶۳۱–۶۸۶) بود.